# 葛旸
葛旸（1900年—20世纪？），字夷父、夷谷、夷之，以葛夷父或葛夷之名于世，民国时期书画篆刻家、鉴赏家、学者，风格上可归为浙派或海派，二者风格兼之。

## 生平
宁波府慈溪县慈城镇人，生于宝兴巷。早年师从冯君木，是冯“回风堂十弟子”之一，亦是冯的族侄。书法师从沙孟海，与沙亦师亦友，生前常相唱和。
与镇海县小港李家联姻，妻李冰子。关门弟子中周节之为当代书法篆刻大家。

## 遗物
- 今存林洵刻『葛夷父』、『葛暘之印』印章，录于《林洵印譜》[7]。

## 著作
- 《伏虎亭三友茶社小记》